# Psíax

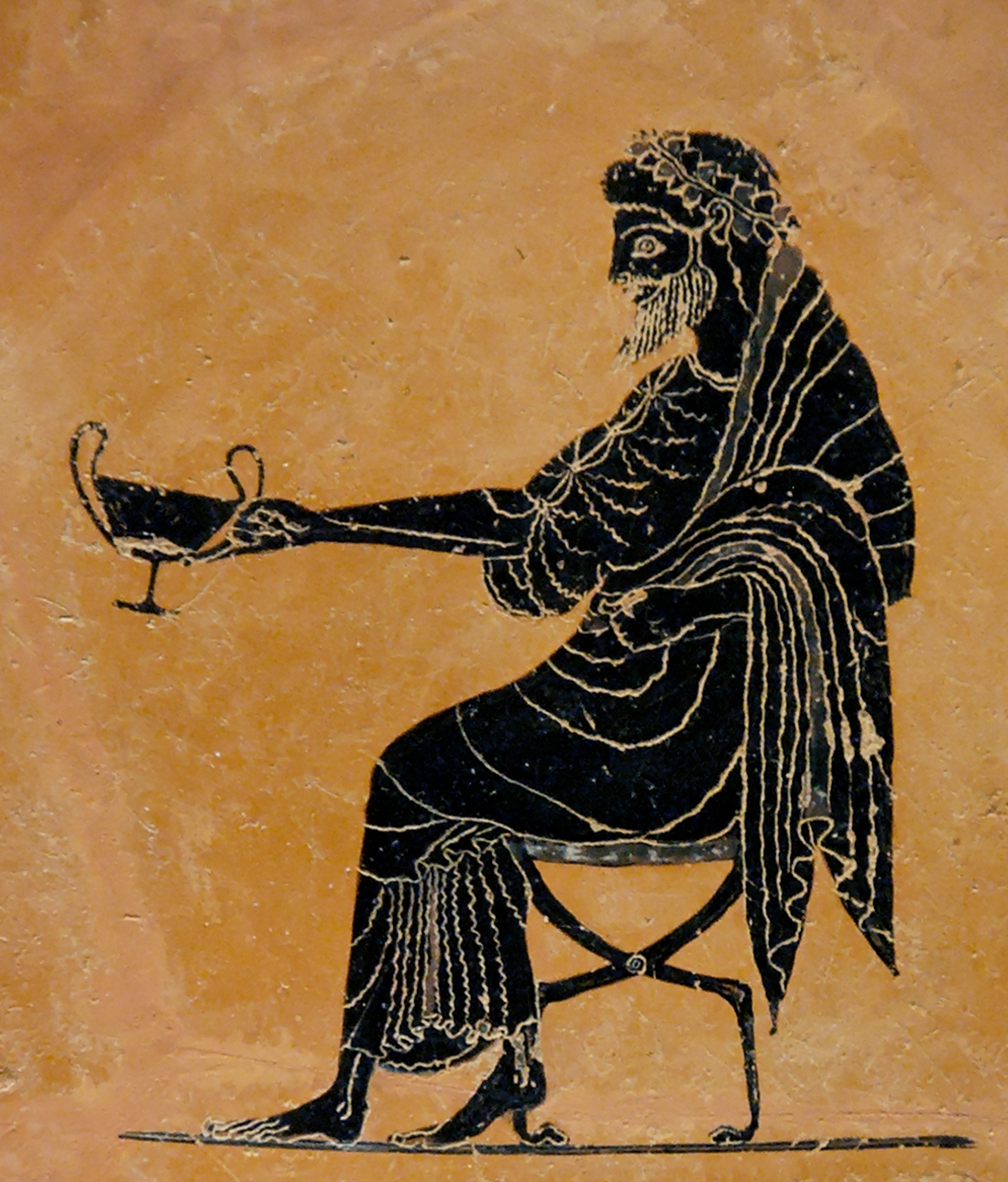
Dionís subjectant un càntar, plat de figures negres pintat per Psíax, c. 520-500 aC, Museu Britànic (B 589)

Psíax (flor. c. 525 – 510 aC) fou un pintor d'atuells ceràmics.
Va exercir un paper important en la transició de la ceràmica de figures negres a la ceràmica de figures vermelles. Antigament anomenat «el pintor de Menó», després va ser anomenat Psíax per la seva signatura en una àmfora de figures vermelles (Filadèlfia, Universitat de Pennsilvània, Museu Universitari, 5399).
Va signar dues figures vermelles en sengles alabastres i ambdues portaven la signatura del terrissaire Hílinos (Karlsruhe, Badisches Landesmuseum, 242, i Odessa, Museu Nacional d'Art Bogdan i Varvara Khanenko, 0.25).

## Obres (selecció)
- Brescia, Museu de Santa Giulia

Àmfora de figures negres.
- Karlsruhe, Badisches Landesmuseum

242, alabastre de figures vermelles (signat pel terrissaire Hílinos).
- Londres, Museu Britànic

1980.10-29.1 (anteriorment al castell d'Ashby), àmfora de figures negres al coll (terrissaire: Andòcides).
Anvers del coll: Dionís entre dos sàtirs. Revers: guerrer damunt d'un carro en perspectiva frontal, entre dos joves.
- Madrid, Museu Arqueològic Nacional d'Espanya

11008 (L 63), àmfora (terrissaire: Andòcides).
Anvers: Apol·lo amb una cítara entre Àrtemis, Leto i Ares. Revers: Dionís amb un càntar (kantharos) entre sàtirs i mènades.
- Malibu, Museu J. Paul Getty

86.AE.278, copa de figures vermelles.
90.AE.122, mast de figures negres.
- Nova York, Metropolitan Museum of Art

63.11.6, àmfora de figures vermelles a la panxa i negres a la boca.
Anvers: Hèracles i Apol·lo lluitant pel trípode dèlfic. Revers: Dionís amb un càntar entre mènades i sàtirs (imatges de la boca: Psíax; imatges principals: pintor d'Andòcides).
- Odessa, Museu Nacional d'Art Bogdan i Varvara Khanenko

0.25, alabastre de figures vermelles (signada; terrissaire: Hílinos).
- Filadèlfia, Museu Universitari

5399, àmfora de figures vermelles (terrissaire: Menó)